# Champagnac-la-Noaille
Champagnac-la-Noaille este o comună în departamentul Corrèze din centrul Franței. În 2009 avea o populație de 225 de locuitori.

## Evoluția populației
| An        | 1975 | 1982 | 1990 | 1999 | 2006 | 2009 |
| --------- | ---- | ---- | ---- | ---- | ---- | ---- |
| Populație | 293  | 258  | 221  | 190  | 215  | 225  |